# Euptychia francisca
Euptychia francisca är en fjärilsart som beskrevs av Butler 1869. Euptychia francisca ingår i släktet Euptychia och familjen praktfjärilar. Inga underarter finns listade i Catalogue of Life.